# Hyperdiplosis banski
Hyperdiplosis banski är en tvåvingeart som beskrevs av Ephraim Porter Felt 1918. Hyperdiplosis banski ingår i släktet Hyperdiplosis och familjen gallmyggor.
Artens utbredningsområde är Filippinerna. Inga underarter finns listade i Catalogue of Life.